# Oyón (provincie)
Oyón is een provincie in de regio Lima in Peru. De provincie heeft een oppervlakte van 1.886 km² en heeft 22.782 inwoners (2015). De hoofdplaats van de provincie is het district Oyón.
De provincie grenst in het noorden aan de provincie Cajatambo, in het oosten aan de regio Pasco en in het zuiden en westen aan de provincie Huaura.

## Bestuurlijke indeling
De provincie Oyón is onderverdeeld in zes districten, UBIGEO tussen haakjes:
- (150902) Andajes
- (150903) Caujul
- (150904) Cochmarca
- (150905) Navan
- (150901) Oyón, hoofdplaats van de provincie
- (150906) Pachangra

Barranca · Cajatambo · Cañete · Canta · Huaral · Huarochirí · Huaura · Oyón · Yauyos